# Isaac-François Guérin d’Estriché
Isaac-François Guérin d’Estriché (* 1636 in Paris; † 20. Januar 1728 ebenda) war ein französischer Schauspieler.
D’Estriché war Sohn des Komödianten Claude Guérin. Er nahm aber bei der Aufnahme in Molières Schauspieltruppe im Théâtre du Marais den Namen seiner Mutter an. Wie die meisten seiner Kollegen musste er sich nach Molières Tod im Jahr 1673 ein neues Engagement suchen, welches er am Salle de la Bouteille bekam. Dort spielte auch die Witwe Molières, Armande Béjart, die er 1677 heiratete. Schon im darauffolgenden Jahr bekamen sie einen Sohn, den späteren Schauspieler Nicolas-Armand-Martial Guérin d’Estriché. Im Jahr 1680, zu Anfang der Gründung, wurde d’Estriché sofort bei der Comédie-Française engagiert.
Durch sein großes schauspielerisches Talent verschaffte er der Comédie-Française hohes Ansehen und er war 44 Jahre festes Mitglied des Ensembles. Als er im Jahr 1717, über 80-jährig, vor einem Auftritt einen Schlaganfall erlitt, war seine Schauspielerkarriere beendet und er zog sich ins Privatleben zurück.

## Bühnenrollen (Auswahl)
- Ergaste in L’École des maris von Molière (1680)
- Trissotin in Les Femmes savantes von Molière (1680)
- Arsace in Bérénice von Jean Racine (1681)
- Intendant in Le Double veuvage von Charles Dufresny (1702)
- Sophronyme in Idoménée von Prosper Jolyot Crébillon (1705)